# Isla Berkner

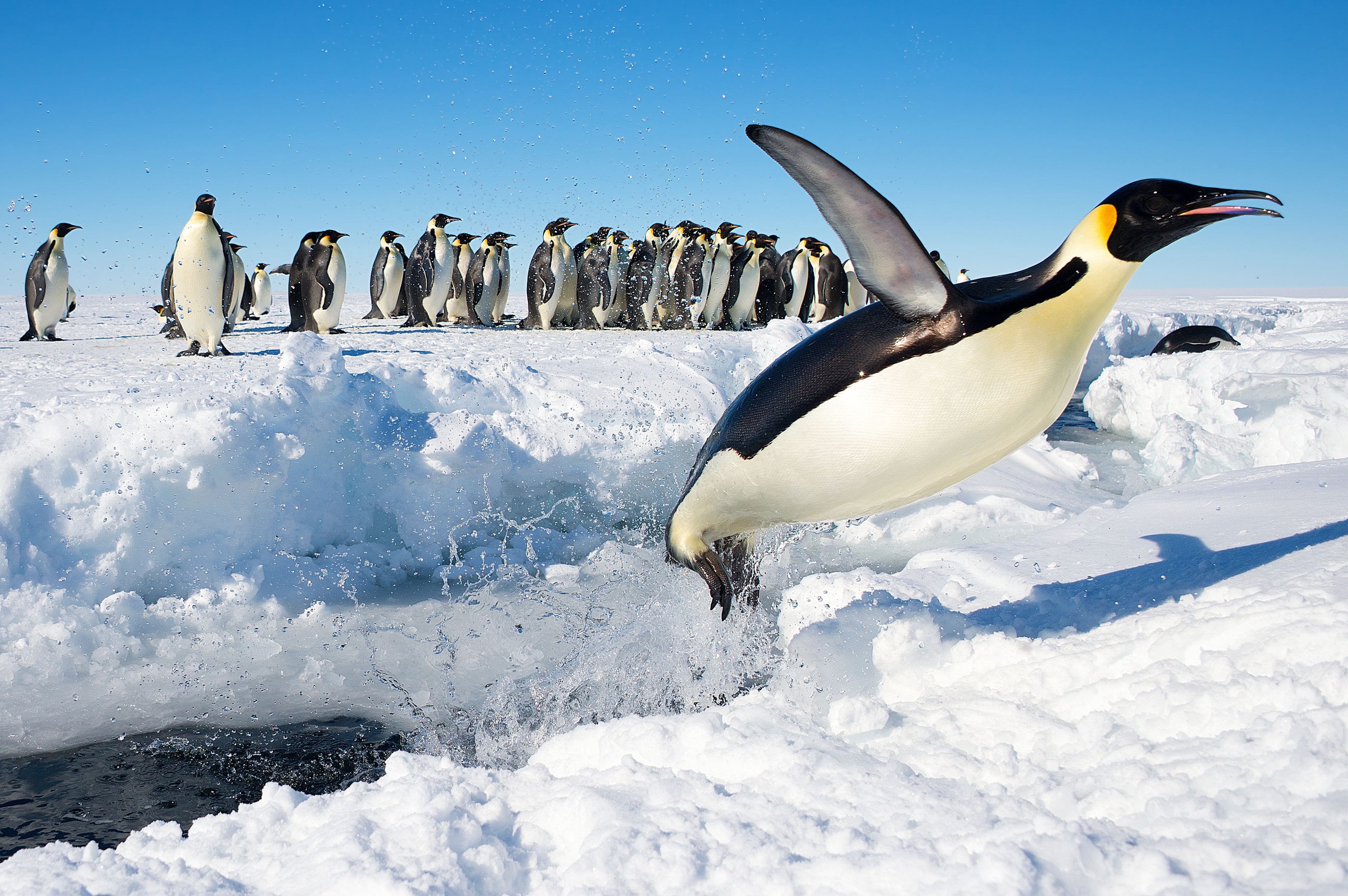
Pingüino emperador saltando del agua.

La isla Berkner o Hubley es una elevación (en inglés: ice rise) en la barrera de hielo Filchner-Ronne en la Antártida, situándose en el fondo de la gran bahía que constituye el mar de Weddell. La roca que forma la elevación se halla completamente cubierta de hielo y por debajo del nivel del mar, por lo que si el hielo desapareciera quedaría cubierta por el mar, por lo que no es propiamente una isla. Mide unos 320 km de largo y 135 km de ancho, con una superficie total de 43 873,1 km². Su punto más septentrional se halla a unos 20 km del mar abierto. Es la segunda isla en tamaño de la Antártida, luego de la isla Alejandro I y antes que la isla Thurston. 

## Geografía

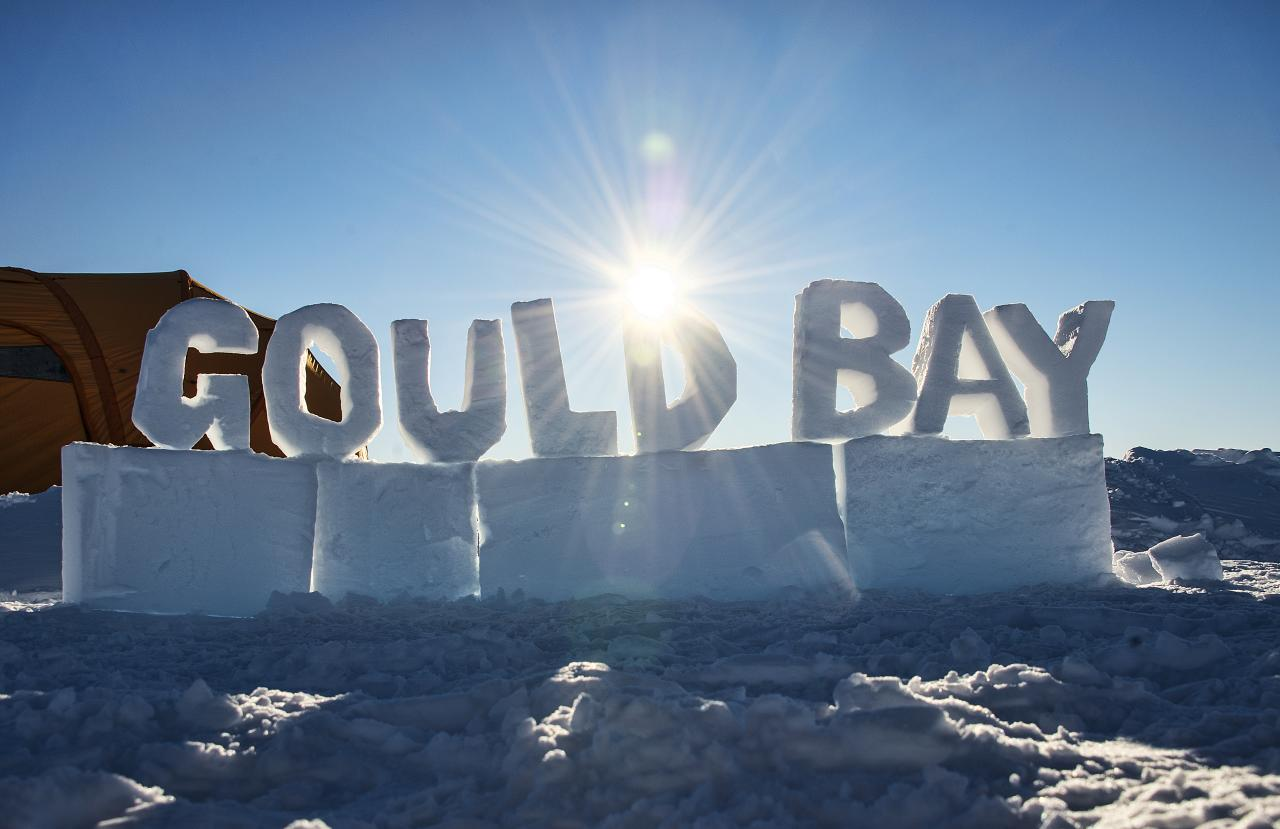
Escultura de hielo en la bahía Gould o Austral.

Se encuentra ubicada a 79°30′S 47°30′O / -79.500, -47.500, convirtiéndola en la isla más austral del mundo, lo que incorrectamente se le suele adjudicar a la isla Ross. Sin embargo, la isla Berkner - lo mismo que la isla Ross - no es accesible por barco, ya que se encuentra completamente rodeada de hielo. El punto más al norte de la isla está ubicado a unos 17 km del mar abierto, y la parte continental más cercana, la costa Confín o Luitpold en la tierra de Coats se halla a unos 150 km al este. Una elevación de hielo de menor tamaño, la isla Hemmen, está a 17 km del extremo al noroeste de la isla Berkner.
Se eleva por sobre la barrera unos 869 m (975 m según algunas fuentes), y separa en dos sectores a la barrera de hielo Filchner-Ronne: denominados Ronne y Filchner respectivamente. Se caracteriza por dos domos o elevaciones, el Reinwarthhöhe al norte (78°19′S 46°20′O / -78.317, -46.333), de 698 m, y el Thyssenhöhe al sur (79°34′S 45°42′O / -79.567, -45.700), de unos 869 m. 
En su lado este Berkner presenta tres bahías, denominadas de norte a sur: McCarthy, Roberts, y Spilhouse, mientras que en su lado norte se halla la bahía Austral (o Gould).

## Historia
El área de la isla Berkner fue avistada desde el aire el 12 de diciembre de 1947 por la expedición antártica Ronne entre 1947–1948, liderada por el estadounidense Finn Ronne, pero no se la distinguió de la barrera de hielo. Fue reconocida como isla por miembros de un grupo expedicionario aéreo de la estación Ellsworth de los Estados Unidos bajo el liderazgo del capitán Finn Ronne, en octubre de 1957 cuando participaban del Año Geofísico Internacional. Fue inicialmente denominada Hubley Island hasta que el United States Advisory Committee on Antarctic Names la llamó Berkner en honor al físico estadounidense Lloyd Berkner, quien fue ingeniero en la expedición antártica liderada por Richard Evelyn Byrd entre los años 1928 y 1930.
En el sector norte de la isla Berkner, a 77°54′02″S 45°47′01″O / -77.90056, -45.78361, el Ejército Argentino estableció la Base Belgrano III, que fue inaugurada el 30 de enero de 1980. Esta estación científica fue desactivada y evacuada el 14 de enero de 1984 debido a la fractura de los hielos sobre los que se asienta.
En la temporada de 1994-1995 el British Antarctic Survey, el Instituto Alfred Wegener de Alemania y el Forschungsstelle für Physikalische Glaziologie de la Universidad de Münster, cooperaron en un proyecto de perforación de hielo, en los domos al norte y al sur en la isla Berkner.
Desde 1990 la isla se ha convertido en el punto de partida para un gran número de expediciones polares. En 1995 el polaco Marek Kamiński realizó una expedición de 53 días desde Berkner al Polo Sur (1400 km).

## Reclamaciones territoriales
Argentina incluye a la isla en el departamento Antártida Argentina dentro de la provincia de Tierra del Fuego, Antártida e Islas del Atlántico Sur; Chile reclama solo una pequeña porción de su extremo sudoeste al oeste del meridiano 53° O, que incluye en la comuna Antártica de la provincia Antártica Chilena dentro de la Región de Magallanes y de la Antártica Chilena; y para el Reino Unido integra el Territorio Antártico Británico. Las tres reclamaciones están sujetas a las disposiciones y restricciones de soberanía del Tratado Antártico.
Nomenclatura de los países reclamantes: 
- Argentina: isla Berkner
- Chile: isla Berkner
- Reino Unido: Berkner Island